# 北海道道508号矢臼場札幌線

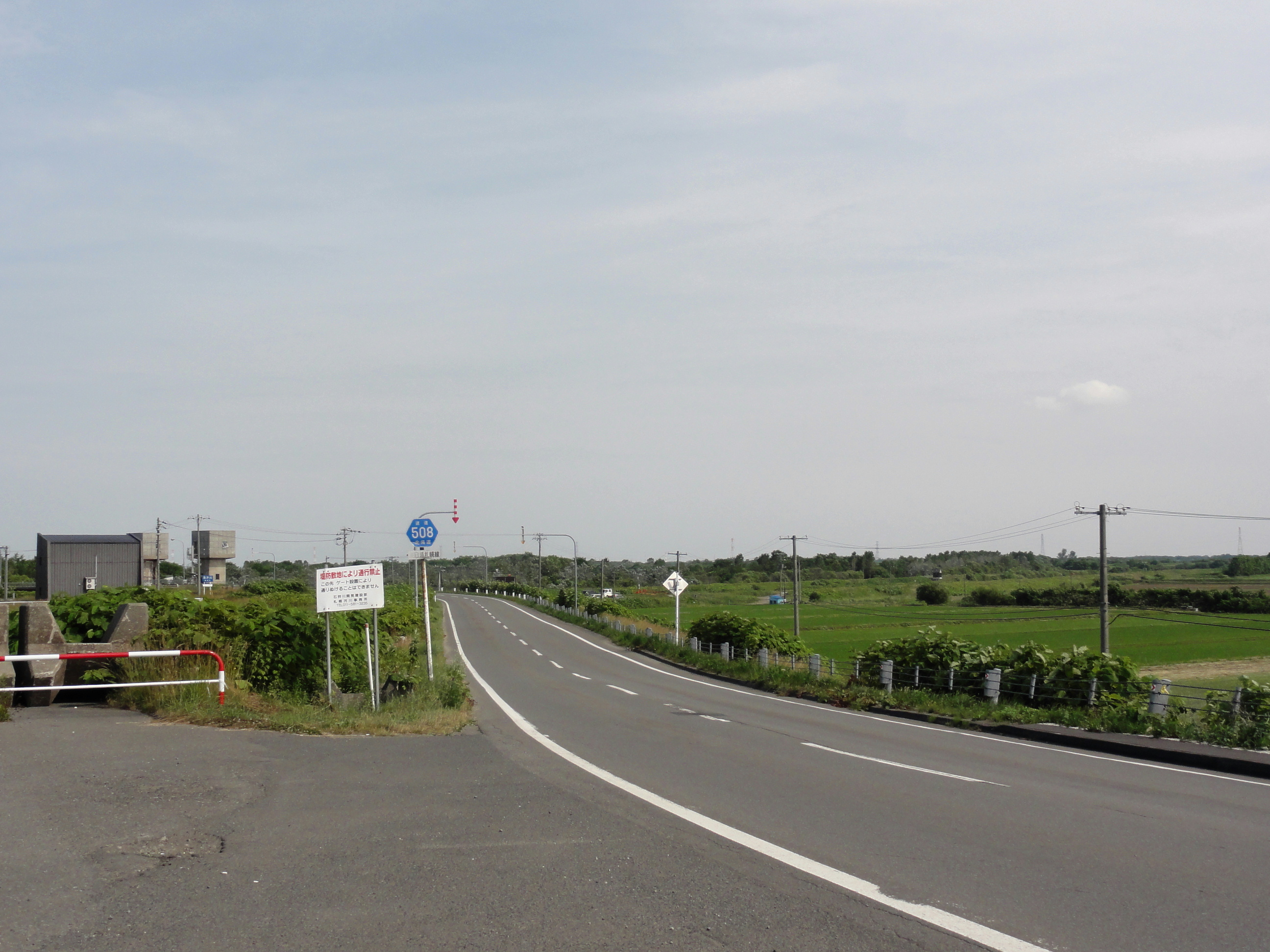
石狩市船場町付近にて（2012年7月撮影）

北海道道508号矢臼場札幌線（ほっかいどうどう508ごう やうすばさっぽろせん）は、北海道石狩市と札幌市を結ぶ一般道道（北海道道）である。札幌市域は札幌市管理路線。

## 概要
路線名の矢臼場とは、認定当時の地名（石狩郡石狩町大字親船町字ヤウスバ）に由来する。

### 路線データ
- 起点：北海道石狩市親船東3条1丁目（北海道道225号小樽石狩線交点）
- 終点：北海道札幌市北区東茨戸2条1丁目（北海道道273号花畔札幌線交点）
- 総延長：12.982 km
- 実延長：9.443 km
- 重用延長：3.539 km

### 道路管理者
- 空知総合振興局 札幌建設管理部 当別出張所
- 札幌市 建設局 総務部 道路管理課

## 歴史
- 1965年（昭和40年） - 3月26日 - 路線認定[1]。
- 2002年（平成14年） - 石狩市生振のルートを変更、国道337号と重複となる。

## 路線状況

### 重複区間
- 国道337号（石狩市生振）

### 道路施設

#### 主な橋梁
- 運河橋（41 m、志美運河（真勲別川）、石狩市船場町）
- 観音橋（7 m、真勲別川、石狩市生振 - 札幌市北区東茨戸） 1935年（昭和10年）完成

## 地理

### 通過する自治体
- 石狩振興局
  - 石狩市
  - 札幌市（北区）

### 交差する道路
石狩市
- 北海道道225号小樽石狩線 - 親船東3条1丁目（起点）
- 国道231号 - 船場町
- 国道337号 - 生振（重複）

札幌市
- 北海道道273号花畔札幌線 - 東茨戸2条1丁目（終点）